# Армія Федерації Боснії і Герцеговини
Армія Федерації Боснії і Герцеговини (босн. і хорв. Vojska Federacije Bosne i Hercegovine) — колишні збройні сили Федерації Боснії та Герцеговини від часу закінчення війни у Боснії та Герцеговині і до 2005 р. 
Засновані після підписання Дейтонських мирних угод шляхом злиття Армії Республіки Боснії і Герцеговини та Хорватської ради оборони у військову структуру з двома національними складовими (босняцькою і хорватською) під спільним командуванням. 
2005 р. інтегровані у Збройні сили Боснії і Герцеговини під керівництвом Міністерства оборони цієї держави.